# Norma Editorial
Norma Editorial è una casa editrice di fumetti spagnola con sede a Barcellona.
Fondata nel 1977 da Rafael Martínez, pubblica fumetti spagnoli (come Miguelanxo Prado), manga giapponesi (come le opere di Kia Asamiya, CLAMP, Haruhiko Mikimoto, Katsuhiro Ōtomo e Masamune Shirow), fumetti statunitensi (alcuni fumetti DC Comics nonché alcuni lavori di Will Eisner, Frank Miller e Dave Gibbons) e graphic novel europee (lavori di Enki Bilal, Hugo Pratt, Manu Larcenet, Joann Sfar e Lewis Trondheim).

## Storia

### Origini
Nel 1981, Norma editorial fu assorbita nel giornale di Riego Ediciones, "Cimoc e Hunter" e, successivamente, da "Cairo", "Sargento Kirk" e "Humor a tope", tutti diretti da Joan Navarro.
Con questi marchi, la compagnia si focalizzò su fumetti spagnoli ed europei. Tra i primi fumettisti possono essere enumerati Enrique S. Abulí, Alfonso Azpiri, Beroy, Alfonso Font, Miguelanxo Prado, Segrelles, Daniel Torres o Sento; tra i secondi si ricordano, Enki Bilal, François Bourgeon, Vittorio Giardino, Jean Van Hamme, Alejandro Jodorowsky, Milo Manara, Moebius, Hugo Pratt, Grzegorz Rosinski e Jacques Tardi. Alcune saghe di questi autori furono pubblicate nelle collezioni come Álbumes Cairo, B/N, Cimoc Extra Color, El Muro e Pandora.
Pubblicarono anche la collezione teoretica Un hombre, mil imágenes (1982–1985).

### Nuovi percorsi
Negli anni novanta Norma Editorial iniziò a produrre lavori di autori nord americani, pubblicando i maggiori successi di Will Eisner, John Byrne, Neil Gaiman, Frank Miller, Mike Mignola e Alan Moore in marchi come Made in USA.
La compagnia non è stata estranea al boom dei manga, e pubblicarono lavori di Kia Asamiya, CLAMP, Kōsuke Fujishima, Haruhiko Mikimoto, Katsuhiro Otomo, Hiromu Arakawa, Yoshiyuki Sadamoto e Masamune Shirow.
Verso la metà degli anni novanta divenne un collaboratore stretto dell'editoriale indipendente americano Dark Horse e, successivamente, aggiunse alla lista i supereroi della DC Comics e della collezione Vertigo.

### Ultimi anni
Dopo la perdita dei diritti della DC nel 2005, hanno iniziato una serie di collezioni come: Made in Hell, Comic Noir e El día después. Nel 2006 hanno annunciato l'acquisto di una nuova serie di supereroi.